# 基督圣体圣殿 (克拉科夫)
基督圣体圣殿（Bazylika Bożego Ciała），位于波兰克拉科夫卡齐米日区，是一座罗马天主教宗座圣殿，哥特式风格，由国王卡齐米日三世创建于1335年。 

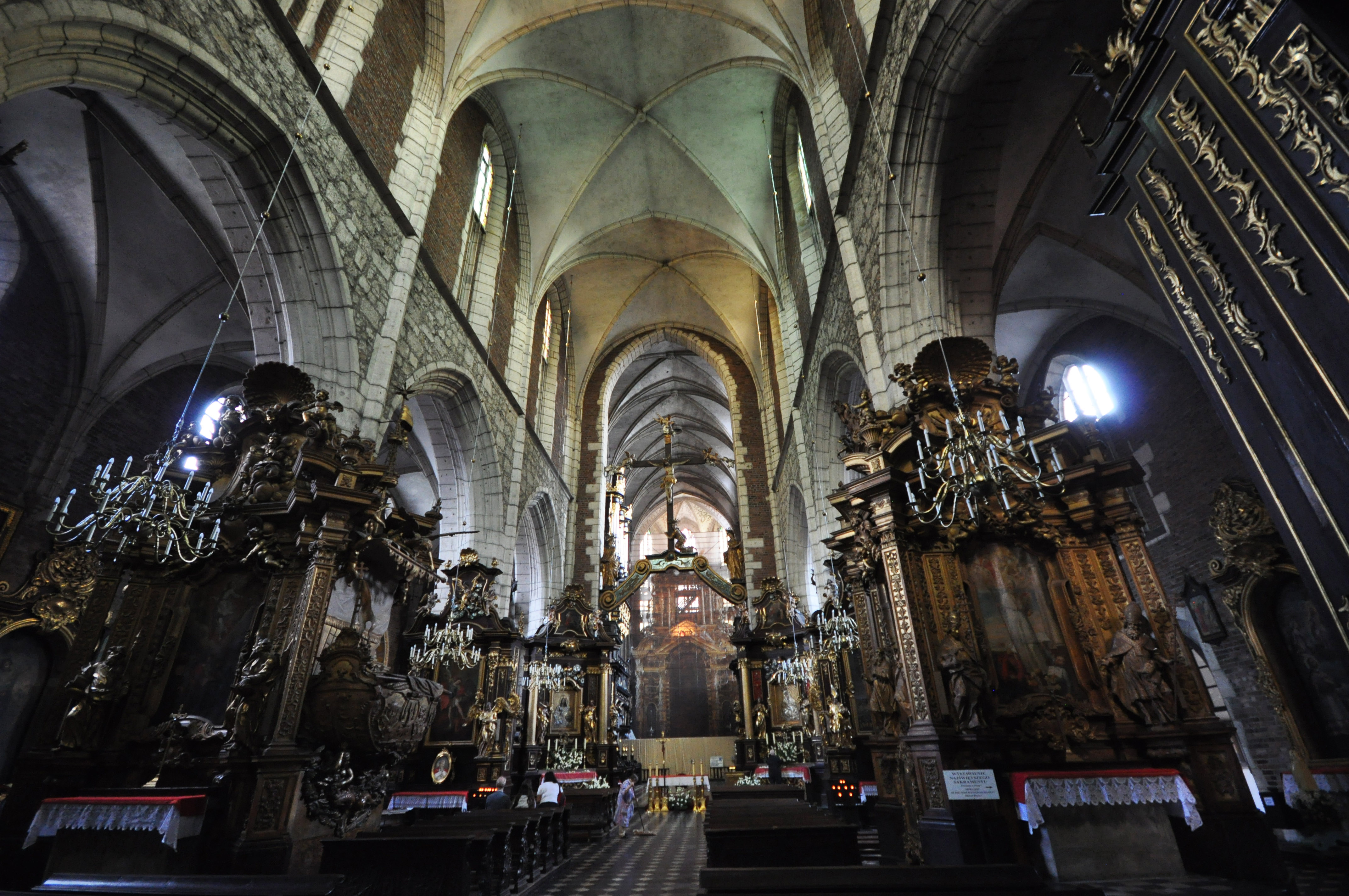
内部